# Старр, Эдвин
Эдвин Старр (Edwin Starr, наст. имя Charles Edwin Hatcher, 21 января 1942 — 2 апреля 2003) — американский певец в стиле соул, родом из штата Теннесси. В 1960-е годы он записывался на лейбле Motown Records под руководством Нормана Уитфилда. Наибольшую известность снискал в 1970 году, выпустив мощный пацифистский гимн «War», направленный против войны во Вьетнаме. Эта песня возглавила чарты по всему миру и впоследствии не раз перепевалась (в частности, Брюсом Спрингстином и группой Laibach).  1970-х годах база Старра переместилась в Соединённое Королевство, где он продолжал заниматься музыкой и проживал до самой своей смерти.